# Rieploser Fließ
Das Rieploser Fließ ist ein Wassergraben im brandenburgischen Landkreis Oder-Spree auf den Gebieten der Kleinstadt Storkow und der Gemeinde Spreenhagen. Das Fließ liegt im Naturpark Dahme-Heideseen und im gleichnamigen Landschaftsschutzgebiet.
Der Hauptbach verbindet auf einer Länge von 3,88 Kilometern den Lebbiner See mit dem Stahnsdorfer See. Das brandenburgische Ministerium für Ländliche Entwicklung, Umwelt und Landwirtschaft definiert zusätzlich den südöstlich des Lebbiner Sees gelegenen und weitgehend trocken liegenden Hirschluchgraben als Rieploser Fieß und gibt eine Gesamtlänge von 6,255 Kilometern an.
Der Wasserlauf ist nach dem Storkower Ortsteil Rieplos benannt und fließt im Hauptteil weitgehend durch Offenland. Der Bach geht aus einem Flößergraben hervor, der in den 1730er-Jahren zwecks Ausbau und Verbindung der Storkower Gewässer angelegt, aber nur für kurze Zeit genutzt wurde.

## Definition, Fließlänge
Die Definition, welcher Wasserlauf als Rieploser Fließ zu bezeichnen ist, ist unklar; die Bezeichnung erfolgte erst in jüngerer Zeit. Noch das Brandenburgische Namenbuch von 2005 gibt für die Lage von Rieplos an: an einem Fließ zwischen dem Stahnsdorfer und Lebbiner See, das 1782 als Flos Graben bezeichnet worden ist (siehe unten, Geschichtsteil). Vor Ort wird das Fließ nach wie vor auch Großgraben oder Großer Graben genannt – so gibt es in Rieplos direkt am Fließ eine Straße mit der Bezeichnung Am Großgraben. Spätestens seit 2007 verwenden der Wasser- und Bodenverband Mittlere Spree in Beeskow und weitere Landesbehörden für diesen 3,88 Kilometer langen Graben zwischen dem Stahnsdorfer und Lebbiner See den Namen Rieploser Fließ.

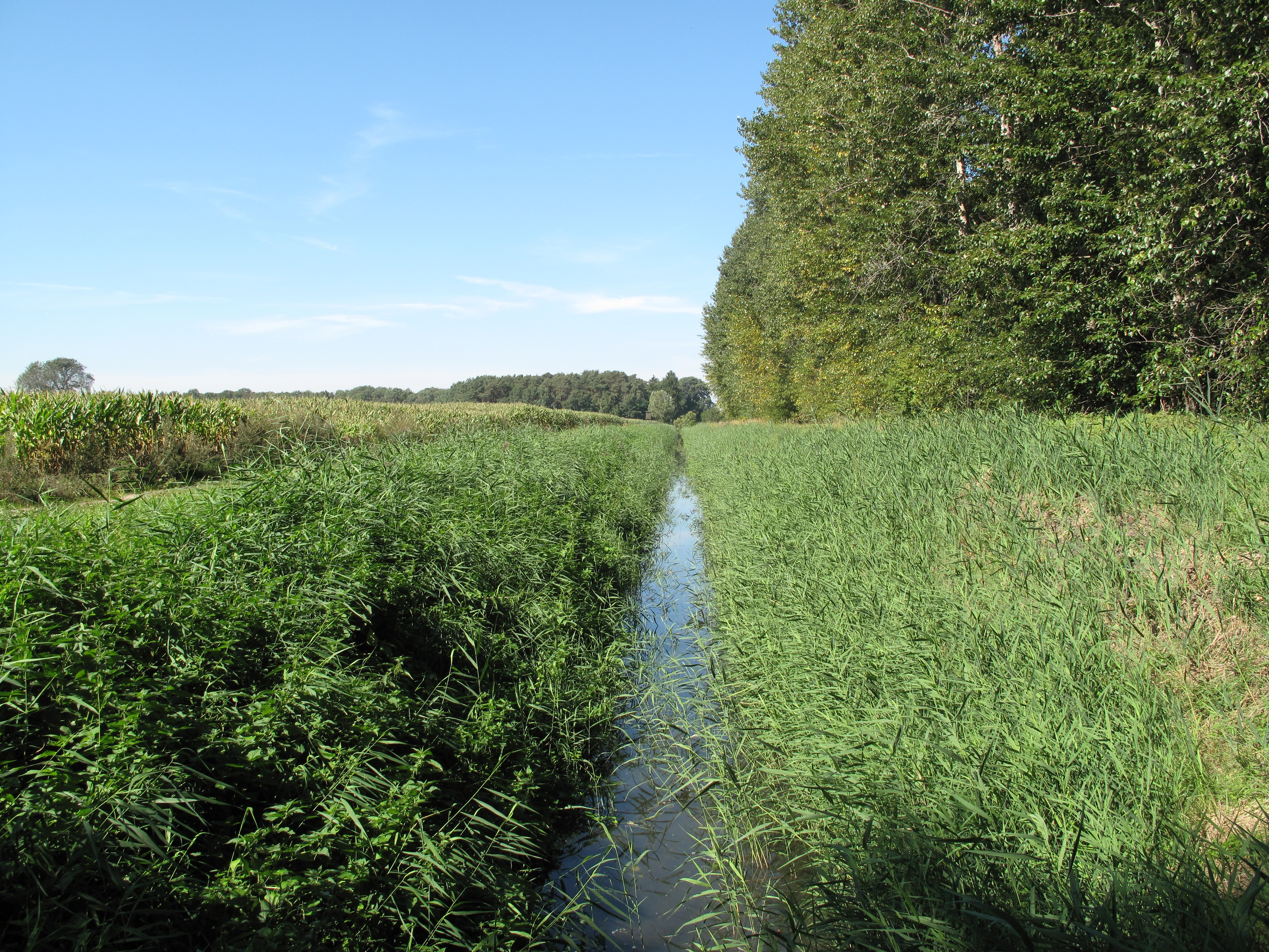
Das Fließ kurz nach dem Austritt aus dem Lebbiner See in Lebbin (Markgrafpieske)

Neben diesem historischen Floßgraben bezeichnet die Landesvermessung und Geobasisinformation Brandenburg inzwischen auch (Stand 2014) einen Graben, der dem Lebbiner See von Südosten zufließt, als Rieploser Fließ. Dementsprechend bezieht die Fließgewässerliste des Ministeriums für Ländliche Entwicklung, Umwelt und Landwirtschaft des Landes Brandenburg diesen Teil mit ein und gibt unter dem Namen Rieploser Fließ eine Gesamtlänge von 6,255 Kilometern an. Diese Festlegung entspricht der historischen Entwicklung der Gewässer und den tatsächlichen Gegebenheiten nur bedingt:
- Zum einen wird dieser Gewässerabschnitt, der im Hirschluch entspringt, in der Gewässerliteratur als Hirschluchgraben bezeichnet – so beispielsweise in einem Gewässerreport des Lehrstuhls Gewässerschutz an der Brandenburgischen Technischen Universität Cottbus von 2001.[7]
- Zum anderen liegt der Hirschluchgraben, insbesondere in den wärmeren Monaten, im Gegensatz zum westlichen Floßgraben weitgehend trocken.[8] Bereits in der Darstellung der Preußischen Uraufnahme von 1844 bricht das Gewässer in einem Hügelgebiet südöstlich des Lebbiner Sees ab und erreicht den See nicht mehr (siehe Karte unten).

Die folgende Darstellung beschränkt sich daher weitgehend auf das tatsächlich wasserführende Fließ, den historischen Floßgraben zwischen dem Lebbiner und Stahnsdorfer See.

## Naturraum
Das Rieploser Fließ befindet sich südlich des von der Spree durchflossenen Berliner Urstromtals und westlich der Storkower Platte im Ostbrandenburgischen Heide- und Seengebiet, das in den Naturräumlichen Haupteinheiten Deutschlands als Nr. 82 geführt wird. Die zahlreichen Seen des Gebiets sind ein Relikt des Brandenburger Stadiums (24.000 bis 22.000) der Weichsel-Eiszeit. Es ist der einzige Abfluss des 28 Hektar umfassenden Lebbiner Sees, der sich am Westrand der Storkower Platte befindet.

## Verlauf

### Ehemaliger Floßgraben

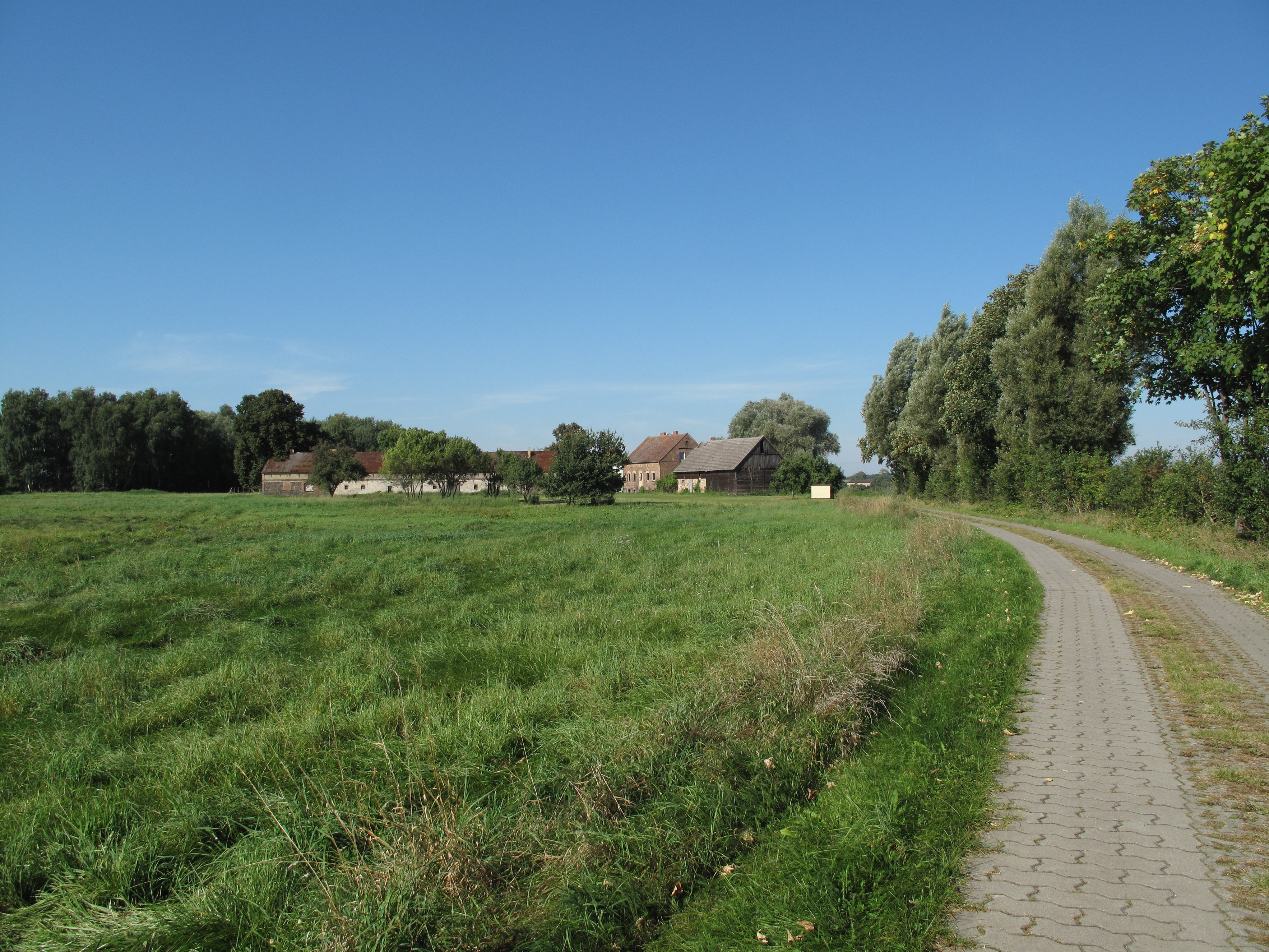
Lehngutweg neben dem Fließ und Lehnschulzengut Rieplos

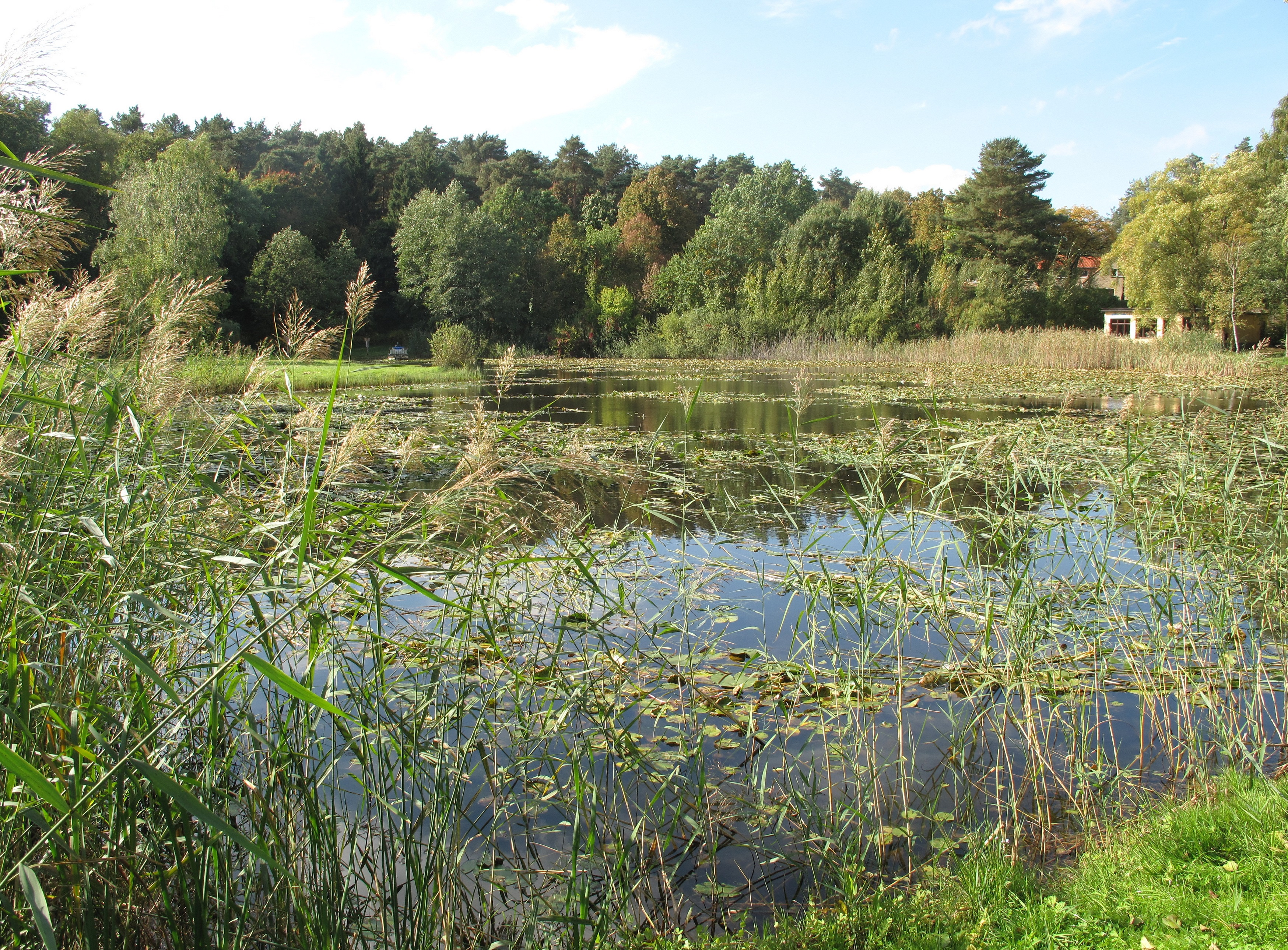
Hirschluchweiher im September 2013

Der Bach tritt am Westufer aus dem Lebbiner See aus und richtet sich in seinem 3,88 Kilometer langen Verlauf nach Westen. Während die gesamte Wasserfläche des Sees zur Kleinstadt Storkow gehört, zählt der Uferbereich des Seeabflusses zum Dorf Lebbin, einem bewohnten Gemeindeteil des Spreenhagener Ortsteils Markgrafpieske. Parallel zum Lehngutweg, der den See mit dem Storkower Ortsteil Rieplos verbindet, und auf der Grenze zwischen Lebbin und dem Storkower Stadtteil Neu Boston verläuft das Fließ anfangs durch landwirtschaftliche Nutzflächen. Nach kurzem Lauf verlässt es die Gemarkung Lebbins und erreicht bei Neu Boston das Gebiet der Kernstadt Storkow. Es lässt das nach dem Siebenjährigen Krieg um 1775 gegründete Kolonistendorf Neu Boston südlich liegen und strömt im weiteren Verlauf durch Offenland, das überwiegend von Wiesen geprägt ist. Es passiert den am Südufer liegenden Friedhof Neu Bostons und erreicht die Gemarkung des Dorfes Rieplos.
Vorbei an den Gehöften des ehemaligen Lehnschulzenguts Rieplos gelangt es nach einem der Wehre an dessen Südende in das Dorf, wo der begleitende Lehngutweg endet. Es unterquert die Rieploser Brücke der Rieploser Hauptstraße, Teil der Landesstraße L 23. Nach weiterem Verlauf durch offenes Wiesengelände macht es einen leichten Bogen nach Nordwesten und bildet nunmehr die Grenze zwischen Rieplos und dem gleichfalls Storkower Ortsteil Kummersdorf, verläuft hier aber auf der Gemarkung Kummersdorfs. Im letzten Teil im Bereich des Stahnsdorfer Sees berührt es einen Bruchwald, der sich nach Südwesten entlang des Stahnsdorfer Fließes im Naturschutzgebiet Storkower Kanal fortsetzt. Nunmehr auf der Gemarkung des Storkower Ortsteils Alt Stahnsdorf, mündet das Rieploser Fließ am Ostufer in den südlichen Zipfel des Stahnsdorfer Sees.
Vom Stahnsdorfer See gelangen seine Wasser über das Stahnsdorfer Fließ in den Storkower Kanal, der, unter der Regierung Friedrichs II. in der Mitte des 18. Jahrhunderts vom Flößergraben zum Kanal ausgebaut, Teil der 33,44 Kilometer langen Bundeswasserstraße Storkower Gewässer (SkG) vom Scharmützelsee zur Dahme ist.

### Hirschluchgraben
Der vom brandenburgischen Landesamt für Umwelt, Gesundheit und Verbraucherschutz (LUGV) gleichfalls als Rieploser Fließ bezeichnete Hirschluchgraben entspringt in einem Weiher im Hirschluch unterhalb des Storkower Naturschutzgebietes Binnendüne Waltersberge. Der Weiher liegt auf dem Gelände der „Ev. Jugendbildungs- und Begegnungsstätte Hirschluch“. Der Graben, der bereits kurz nach seinem Quellweiher trocken liegt, wendet sich erst nach Norden und verläuft dann in einem Nordwestbogen zum Ostufer des Lebbiner See. Nach etwa halber Strecke unterquert er die Landesstraße 361 zwischen Kolpin (Ortsteil von Reichenwalde) und Storkow und kurz vor dem Lebbiner See die Kreisstraße 6752 zwischen Lebbin und Storkow. Der gesamte Lauf führt durch den flachwelligen, teils hügeligen Kleinen Storkower Forst und gehört wie der ehemalige Floßgraben zum Naturpark Dahme-Heideseen und zum gleichnamigen Landschaftsschutzgebiet.

## Geschichte

### Etymologie
Das namengebende Breitgassendorf Rieplos wurde 1444 erstmals als Riploß urkundlich erwähnt. Der Name geht auf die slawische Siedlungszeit zurück. Nach Angabe des Sprachwissenschaftlers und Slawisten Reinhard E. Fischer ist die genaue Bedeutung unklar. Fischer schlägt als Ableitung vor: Slawisch, Spottname, wörtlich „Rübenkriecher“. Laut Darstellung des Brandenburgischen Namenbuchs, dem die Stadt Storkow folgt, könnte der Ortsname auch auf das allerdings nicht belegte mittelniederdeutsche Wort Rieb = Ufer mit der Bedeutung am Ufer bzw. Ufergraben gelegene Siedlung zurückzuführen sein.

### Flößerkanal zur Versorgung Berlins mit Bauholz
Das Rieploser Fließ wurde sehr wahrscheinlich in den 1730er-Jahren kurz vor oder parallel zur „unteren Verbindung“, dem Storkower Flößerkanal, als sogenannte „obere Verbindung“ zu einem Flößergraben ausgebaut. Die Arbeiten dienten dem Ausbau der Storkower Gewässer und der Anlage einer durchgehenden Wasserstraße zur Dahme, um Berlin aus den Storkower und den umliegenden Wäldern mit Bauholz zu versorgen.

#### Obere und untere Verbindung

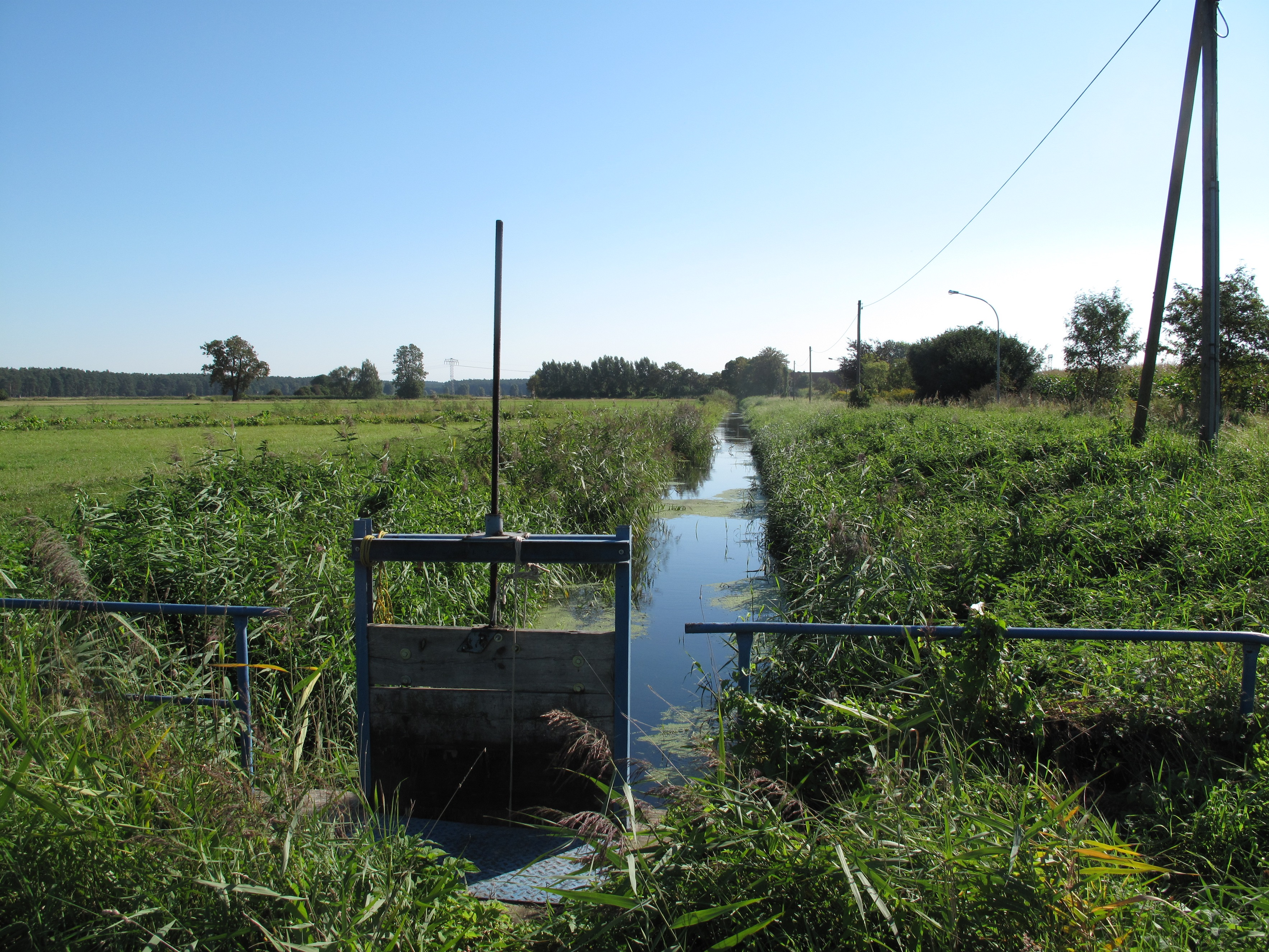
Wehr in Rieplos

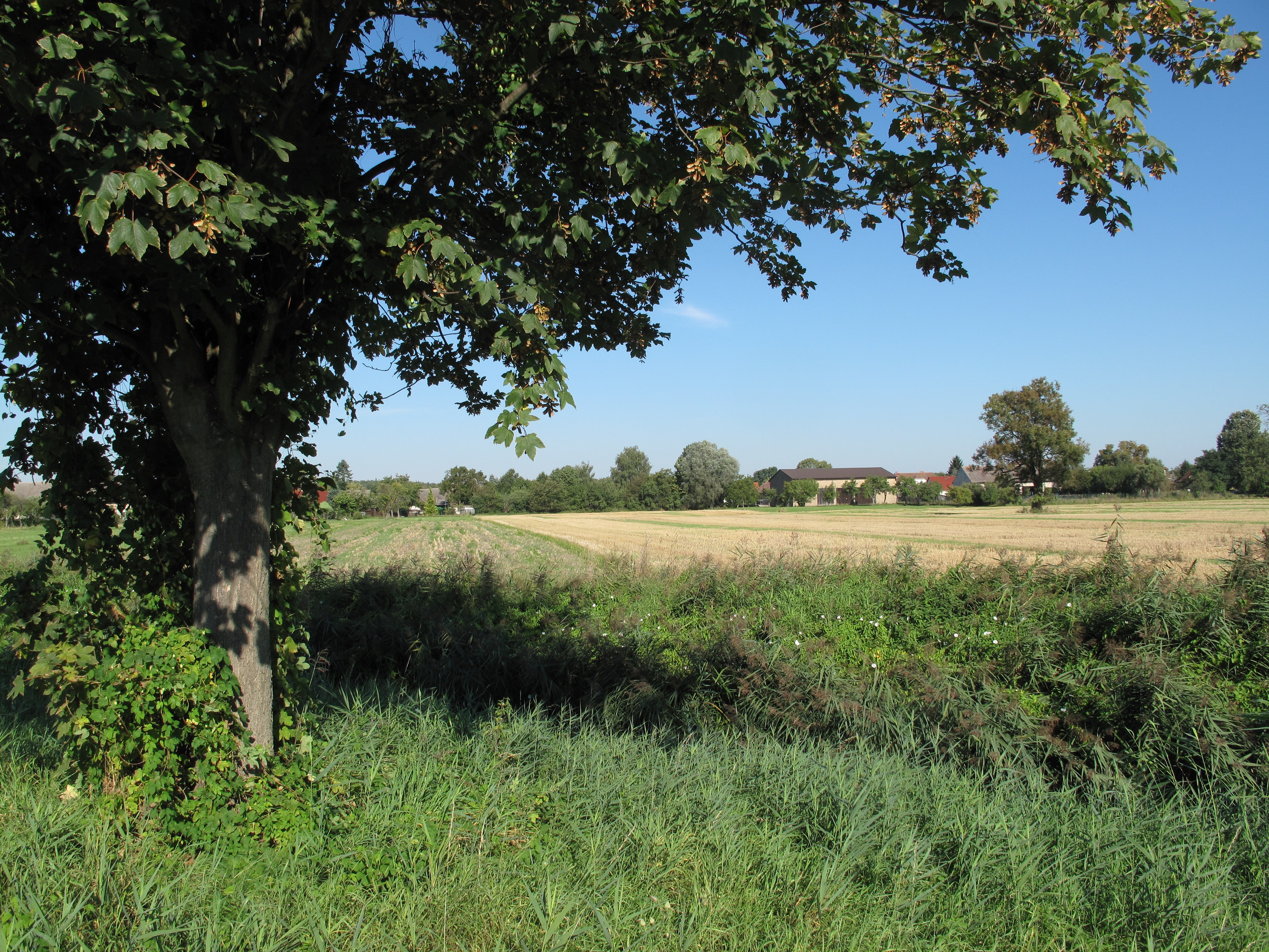
Landschaft am Fließ und Bewuchs

Der Statistiker und Historiker Freiherr Leopold Zedlitz und Neukirch schrieb 1828 zum Storkower Kanal, der 1746 den Storkower Flößerkanal von 1732 ersetzte (der erwähnte Dolgensee ist ein heute noch gebräuchlicher Name für den Großen Storkower See):

„Der Storkowsche Kanal ward schon 1719 vorbereitet und 1732 wirklich begonnen. Er wird durch einen Ausfluß des Dolgensee gespeist und geht sodann bei Storkow vorbei in den Wolziger See, hier setzt er sich mit dem Stahnsdorfer Flößgraben und dem Lebbinsee in Verbindung. […] Seine schöne Bestimmung ist, den Holzmangel und die Holztheurung, die in Berlin sehr bedeutend ist, zu mindern.“

Diese Verbindung zum Lebbiner See stellte das Rieploser Fließ her, das bei dem Ausbau der Wasserläufe möglicherweise bereits bestand. Zum einen wurden für derartige Graben- und Kanalanlagen in der Regel bereits bestehende, natürliche Gewässer genutzt. Zum anderen deutet die zweite Variante der Rieploser Namensableitung - soweit sie stimmt - als am Ufer bzw. Ufergraben gelegene Siedlung darauf hin. Nach einem Bericht des Wasserbauexperten und Baurats Becker an die königliche Regierung in Potsdam von 1816 soll zwischen 1730 und 1733 ein Flößerkanal gebaut worden sein, der sogar den Glubigsee über den Scharmützelsee, Storkower See, Lebbiner See, Stahnsdorfer See und den Wolziger See als Holztransportweg mit der Dahme verband. Neuere Untersuchungen ergaben, dass die „obere Verbindung“ so nicht bestanden haben kann beziehungsweise eine Kanalführung vorbei an den Storkowschen Weinbergen mit einer Verbindung zwischen dem Storkowsee und Lebbiner See aufgrund der Geländeverhältnisse in der Planungsphase steckenblieb und nie zustande kam. Dieser Kanal habe allenfalls noch rund 1,5 Kilometer über den Lebbiner See hinaus nach Osten bis in den Kolpiner Forst gereicht, wo 1732/1747 eine Ablage nachgewiesen ist.

#### Frühes Scheitern der oberen Rieploser Verbindung
Der Große Graben zwischen dem Lebbiner und Stahnsdorfer See wurde ebenfalls nicht lange genutzt. So hielt ein General-Directional-Rescript bereits 1767 fest, die Stauwerke des anschließenden Stansdorffschen Kanals seien vernichtet worden und diese Kanalanlage eingegangen, weil die Holzbestände in den anliegenden Forsten soweit abgenommen hatten, daß die Unterhaltskosten des Canals mit dem Vortheil, den er noch gewährte, in keinem Verhältnis weiter standen. Der Geodät und Kartograph Heinrich Karl Wilhelm Berghaus resümierte 1855:

„Derselbe ist eine sehr unvollkommene Anlage, die zuerst im Jahre 1719 vorgeschlagen wurde, dann aber 1732 dahin in Ausführung kam, daß von dem, nördlich der Stadt Storkow belegenen, kleinen See, der Lebbinsche genannt, ein Flößgraben bei Rieplos vorbei nach dem Stansdorfschen See gezogen wurde, der darauf dem Stansdorffschen Fließe bis Kummersdorf folgte. Bei der Stansdorffschen Mühle baute man eine Schleuse von 130' Länge und 20' Breite. Außerdem wurde oberhalb des Lebbinschen Sees der Floßgraben 400° weit bis zur Holzablage im Kolpinschen Forst fortgeführt, so daß die ganze Länge des Grabens bis zum Wolziger See 2511° betrug. Diese Anlage ist jedoch eingegangen, nachdem die gegenwärtige des Storkower Kanals im Jahre 1746 ursprünglich auch nur zur Holzflößerei gemacht wurde, auf der jedoch nothdürftig mit kleineren Fahrzeugen gefahren werden kann […].“

Die weiteren Ausbauten des Storkower Kanals auf das Finowmaß bestätigten die frühe Entscheidung, das Rieploser Fließ als verkehrswirtschaftlichen Weg aufzugeben.

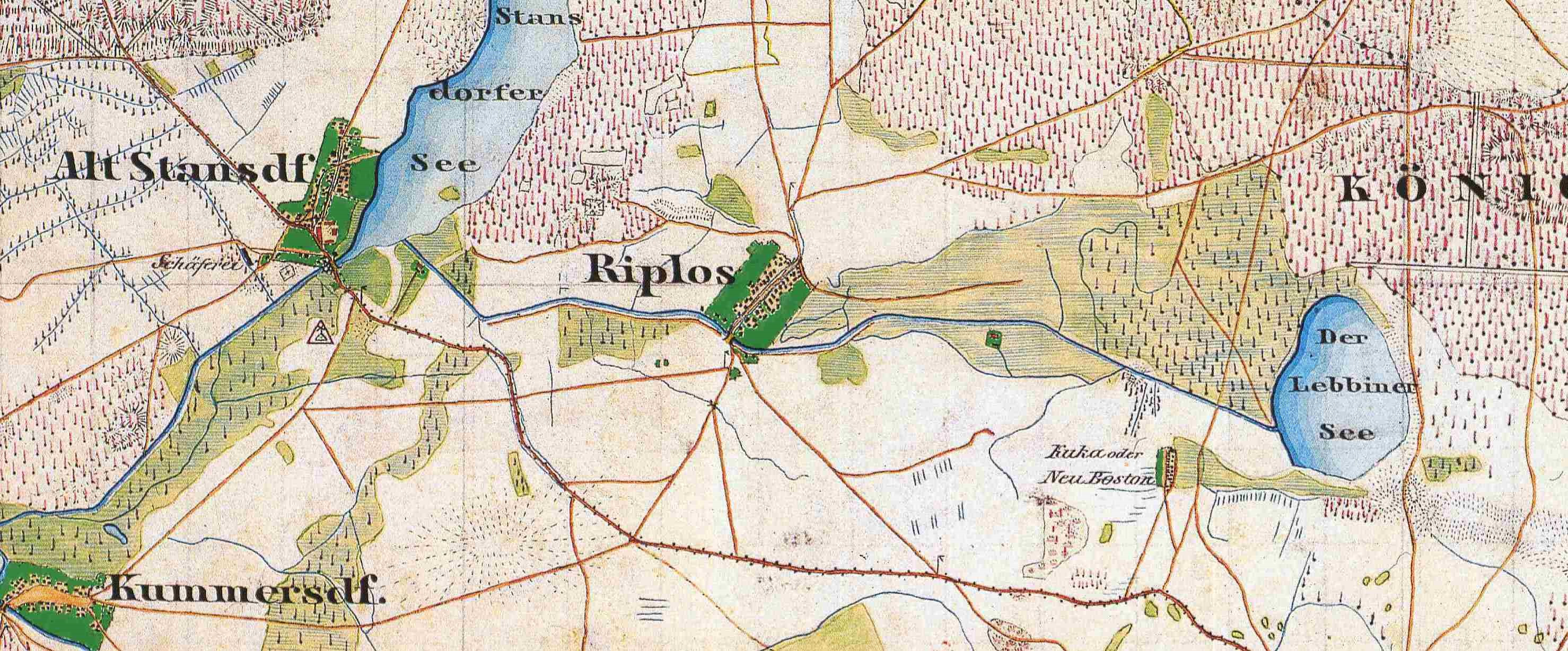
Das Fließ in der Preußischen Uraufnahme von 1844. Südöstlich des Lebbiner Sees ist der Hirschluchgraben angedeutet, der bereits zu dieser Zeit vor den eingezeichneten Hügeln abbricht und den See nicht mehr erreicht.